# BEAT POPS
『BEAT POPS』（ビート・ポップス）は、1982年に発表されたRCサクセションの8枚目のアルバム。

## 収録曲
※全作詞・作曲：忌野清志郎／全編曲：RCサクセション（特記以外）
1. つ・き・あ・い・た・い（4:46）
2. トラブル（5:30）
作詞・作曲：忌野清志郎、G2
3. こんなんなっちゃった(2:58)
ミノルタX7 CMソング。CMには宮崎美子が出演している。
2020年5月9日よりNHK『スゴモリどうぶつえん』→『ウチのどうぶつえん』のテーマ曲として使用されている。
4. 恐るべきジェネレーションの違い（Oh!,Ya!）(4:46)
5. エリーゼのために(7:30)
作詞・作曲：忌野清志郎、G2
6. SUMMER TOUR(4:41)
作詞・作曲：忌野清志郎、仲井戸麗市
シングルとは別テイク。1982年8月7日　横浜球場「THE DAY OF R&B」でのライヴ録音。
7. あの夏のGoGo(2:26)
作詞・作曲：忌野清志郎、仲井戸麗市、G2、小林和生、新井田耕造
8. ナイ−ナイ(5:10)
9. 君を呼んだのに(5:26)
10. ハイウェイのお月様(2:49)
作詞・作曲：忌野清志郎、仲井戸麗市

## リリース
| No. | 日付           | レーベル       | 規格 | 品番         | 価格   | 備考 |
| --- | -------------- | -------------- | ---- | ------------ | ------ | ---- |
| 1   | 1982年10月25日 | London / Barca | LP   | L28N-1003    | ¥2,800 |      |
| 2   | 1982年10月25日 | London / Barca | CT   | M28N-1003    | ¥2,800 |      |
| 3   | 1984年11月1日  | London / Barca | CD   | 3123-1(35LO) | ¥3,500 |      |